# دوري كرة القدم الغربي 1919–20
دوري كرة القدم الغربي 1919–20 (بالإنجليزية: 1919–20 Western Football League)‏ هو موسم من دوري كرة القدم الغربي ‏. فاز فيه Douglas F.C. ‏.